# Веллів'ю
Веллів'ю (англ. Valleyview) — містечко в Канаді, у провінції Альберта, у складі муніципального району Ґрінв'ю № 16.

## Населення
За даними перепису 2016 року, містечко нараховувало 1863 особи, показавши зростання на 5,8%, порівняно з 2011-м роком. Середня густина населення становила 199,9 осіб/км².
З офіційних мов обидвома одночасно володіли 45 жителів, тільки англійською — 1 790, а 5 — жодною з них. Усього 165 осіб вважали рідною мовою не одну з офіційних, з них 20 — одну з корінних мов.
Працездатне населення становило 1 000 осіб (67,8% усього населення), рівень безробіття — 10% (14,2% серед чоловіків та 5,7% серед жінок). 93% осіб були найманими працівниками, а 5,5% — самозайнятими.
Середній дохід на особу становив $49 903 (медіана $36 139), при цьому для чоловіків — $61 066, а для жінок $38 373 (медіани — $52 352 та $29 248 відповідно).
21,7% мешканців мали закінчену шкільну освіту, не мали закінченої шкільної освіти — 33,6%, 44,4% мали післяшкільну освіту, з яких 20,6% мали диплом бакалавра, або вищий.
| Статево-вікова структура населення | Статево-вікова структура населення | Статево-вікова структура населення | Статево-вікова структура населення | Статево-вікова структура населення |
| ---------------------------------- | ---------------------------------- | ---------------------------------- | ---------------------------------- | ---------------------------------- |
|                                    |                                    |                                    |                                    |                                    |
| Всього                             | Всього                             | 49,9%50,1%                         |                                    |                                    |
| 0 — 14 років                       | 0 — 14 років                       |                                    | 17,6%                              | 17,6%                              |
| 15 — 64 років                      | 15 — 64 років                      |                                    | 63,6%                              | 63,6%                              |
| 65 і більше                        | 65 і більше                        |                                    | 18,7%                              | 18,7%                              |
| 85 і більше                        | 85 і більше                        |                                    | 3,5%                               | 3,5%                               |
| Середній вік (років)               | Середній вік (років)               | 39,342,0                           | 40,7                               | 40,7                               |
| Медіана (років)                    | Медіана (років)                    | 37,140,0                           | 38,6                               | 38,6                               |
| — чоловіки — жінки                 |                                    |                                    |                                    |                                    |

| Походження мешканців:     | Походження мешканців:     | Походження мешканців: | Походження мешканців: | Походження мешканців: |
| ------------------------- | ------------------------- | --------------------- | --------------------- | --------------------- |
| Походження                |                           |                       | осіб                  | %                     |
| Корінні американці        | Корінні американці        |                       | 410                   | 22.01%                |
| Інше північноамериканське | Інше північноамериканське |                       | 570                   | 30.6%                 |
| Європейське               | Європейське               |                       | 1 125                 | 60.39%                |
| британське                | британське                |                       | 690                   | 37.04%                |
| французьке                | французьке                |                       | 245                   | 13.15%                |
| українське                | українське                |                       | 145                   | 7.78%                 |
| Латинськоамериканське     | Латинськоамериканське     |                       | 30                    | 1.61%                 |
| Африканське               | Африканське               |                       | 25                    | 1.34%                 |
| Азійське                  | Азійське                  |                       | 115                   | 6.17%                 |
| Океанійське               | Океанійське               |                       | 20                    | 1.07%                 |

| Зайнятість населення за галузями (за класифікацією NOC): | Зайнятість населення за галузями (за класифікацією NOC): | Зайнятість населення за галузями (за класифікацією NOC): | Зайнятість населення за галузями (за класифікацією NOC): | Зайнятість населення за галузями (за класифікацією NOC): |
| -------------------------------------------------------- | -------------------------------------------------------- | -------------------------------------------------------- | -------------------------------------------------------- | -------------------------------------------------------- |
|                                                          |                                                          |                                                          |                                                          |                                                          |
| Управління                                               | Управління                                               |                                                          | 11,2%                                                    | 11,2%                                                    |
| Бізнес, фінанси та адміністрування                       | Бізнес, фінанси та адміністрування                       |                                                          | 10,2%                                                    | 10,2%                                                    |
| Природничі та прикладні науки                            | Природничі та прикладні науки                            |                                                          | 4,6%                                                     | 4,6%                                                     |
| Охорона здоров'я                                         | Охорона здоров'я                                         |                                                          | 6,1%                                                     | 6,1%                                                     |
| Освіта, правозахист, муніципальні та урядові служби      | Освіта, правозахист, муніципальні та урядові служби      |                                                          | 10,2%                                                    | 10,2%                                                    |
| Роздрібна торгівля та послуги                            | Роздрібна торгівля та послуги                            |                                                          | 23,9%                                                    | 23,9%                                                    |
| Гуртова торгівля, транспорт та обладнання                | Гуртова торгівля, транспорт та обладнання                |                                                          | 22,3%                                                    | 22,3%                                                    |
| Природні ресурси, сільське господарство                  | Природні ресурси, сільське господарство                  |                                                          | 7,6%                                                     | 7,6%                                                     |
| Виробництво                                              | Виробництво                                              |                                                          | 4,1%                                                     | 4,1%                                                     |

## Клімат
Середня річна температура становить 2,4°C, середня максимальна – 20,5°C, а середня мінімальна – -19,6°C. Середня річна кількість опадів – 505 мм.
| Клімат поселення                              | Клімат поселення | Клімат поселення | Клімат поселення | Клімат поселення | Клімат поселення | Клімат поселення | Клімат поселення | Клімат поселення | Клімат поселення | Клімат поселення | Клімат поселення | Клімат поселення | Клімат поселення |
| Показник                                      | Січ.             | Лют.             | Бер.             | Квіт.            | Трав.            | Черв.            | Лип.             | Серп.            | Вер.             | Жовт.            | Лист.            | Груд.            |                  |
| Середній максимум, °C                         | −6,51            | −2,66            | 2,64             | 10,28            | 16,16            | 20,20            | 20,50            | 19,58            | 14,52            | 8,99             | −0,66            | −6,19            |                  |
| Середня температура, °C                       | −13,07           | −9,2             | −3,93            | 3,72             | 9,60             | 13,63            | 15,76            | 14,84            | 9,77             | 4,23             | −5,41            | −10,93           |                  |
| Середній мінімум, °C                          | −19,62           | −15,76           | −10,49           | −2,84            | 3,04             | 7,07             | 11,00            | 10,10            | 5,03             | −0,5             | −10,16           | −15,67           |                  |
| Норма опадів, мм                              | 34               | 19               | 20               | 24               | 48               | 81               | 89               | 64               | 48               | 28               | 27               | 23               |                  |
| Середньомісячна швидкість вітру, м/с          | 3.20             | 3.20             | 3.20             | 3.40             | 3.40             | 3.20             | 2.90             | 2.80             | 3.10             | 3.40             | 3.10             | 3.30             |                  |
| Середньомісячна сонячна радіація, кДж/м²·день | 2837             | 6109             | 11450            | 16735            | 20133            | 21758            | 21584            | 17818            | 11821            | 6578             | 3120             | 2038             |                  |
| --------------------------------------------- | ---------------- | ---------------- | ---------------- | ---------------- | ---------------- | ---------------- | ---------------- | ---------------- | ---------------- | ---------------- | ---------------- | ---------------- | ---------------- |
| Джерело:                                      |                  |                  |                  |                  |                  |                  |                  |                  |                  |                  |                  |                  |                  |

## Галерея

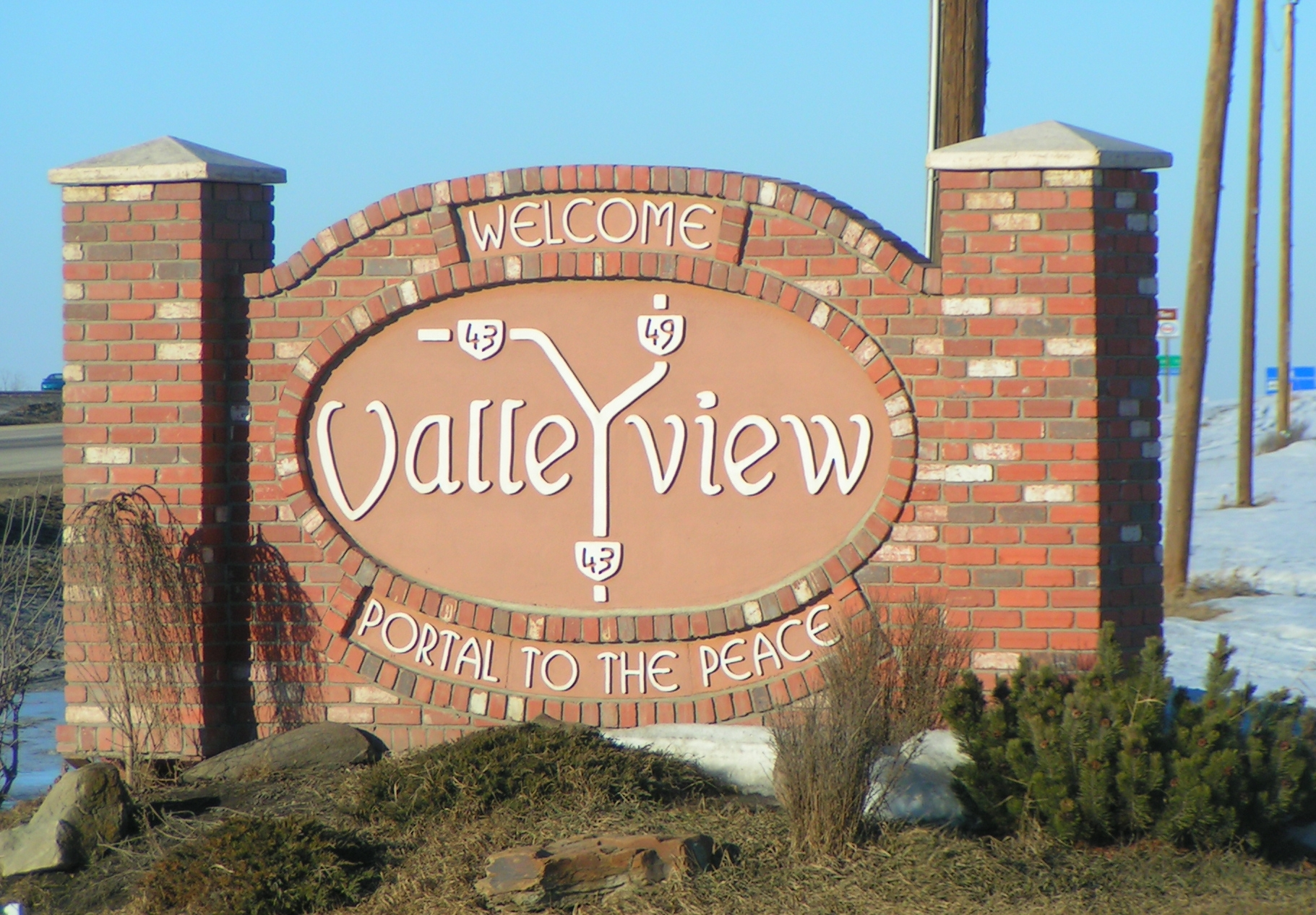
Вітальний знак
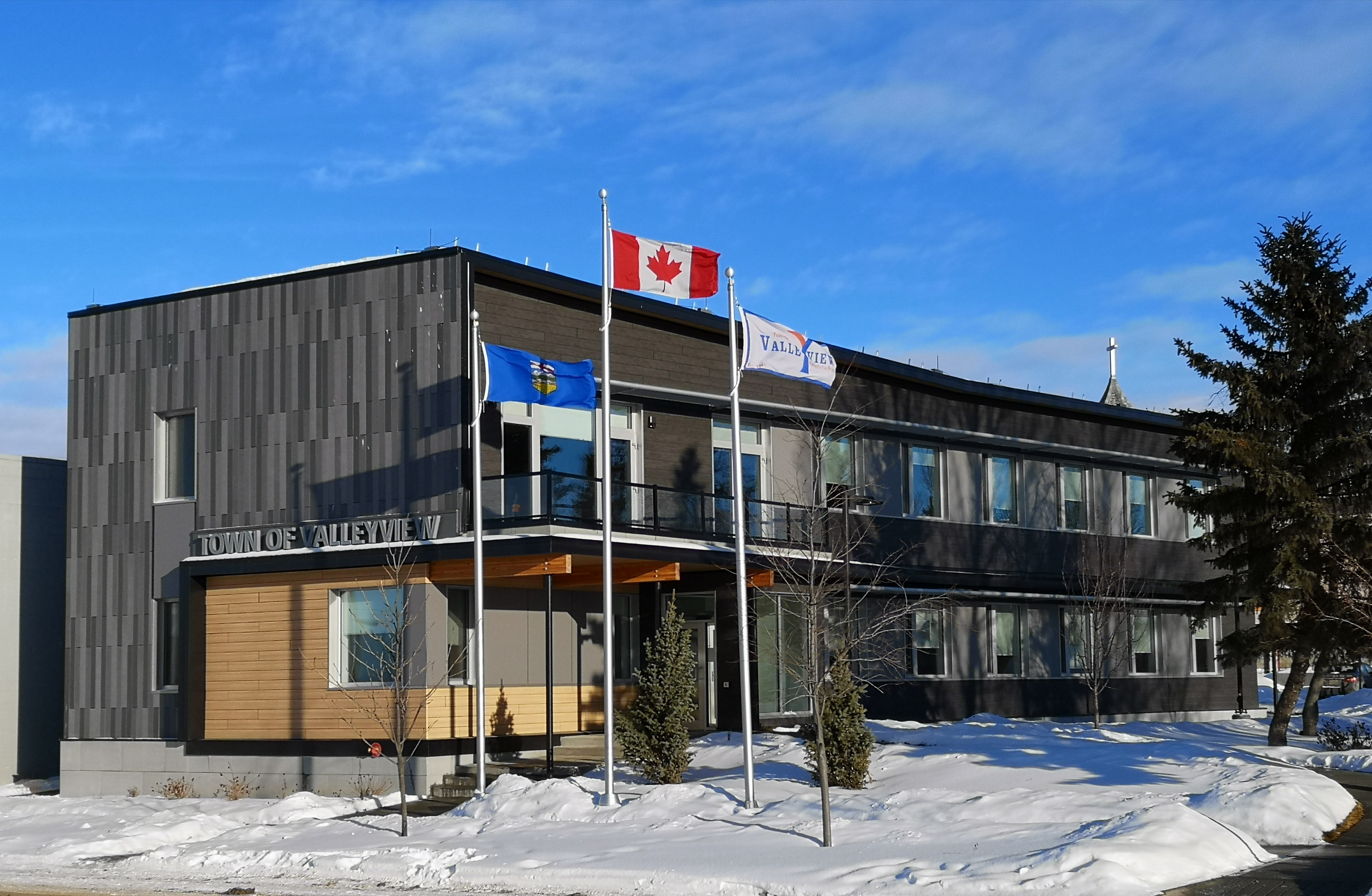
Адміністративна будівля
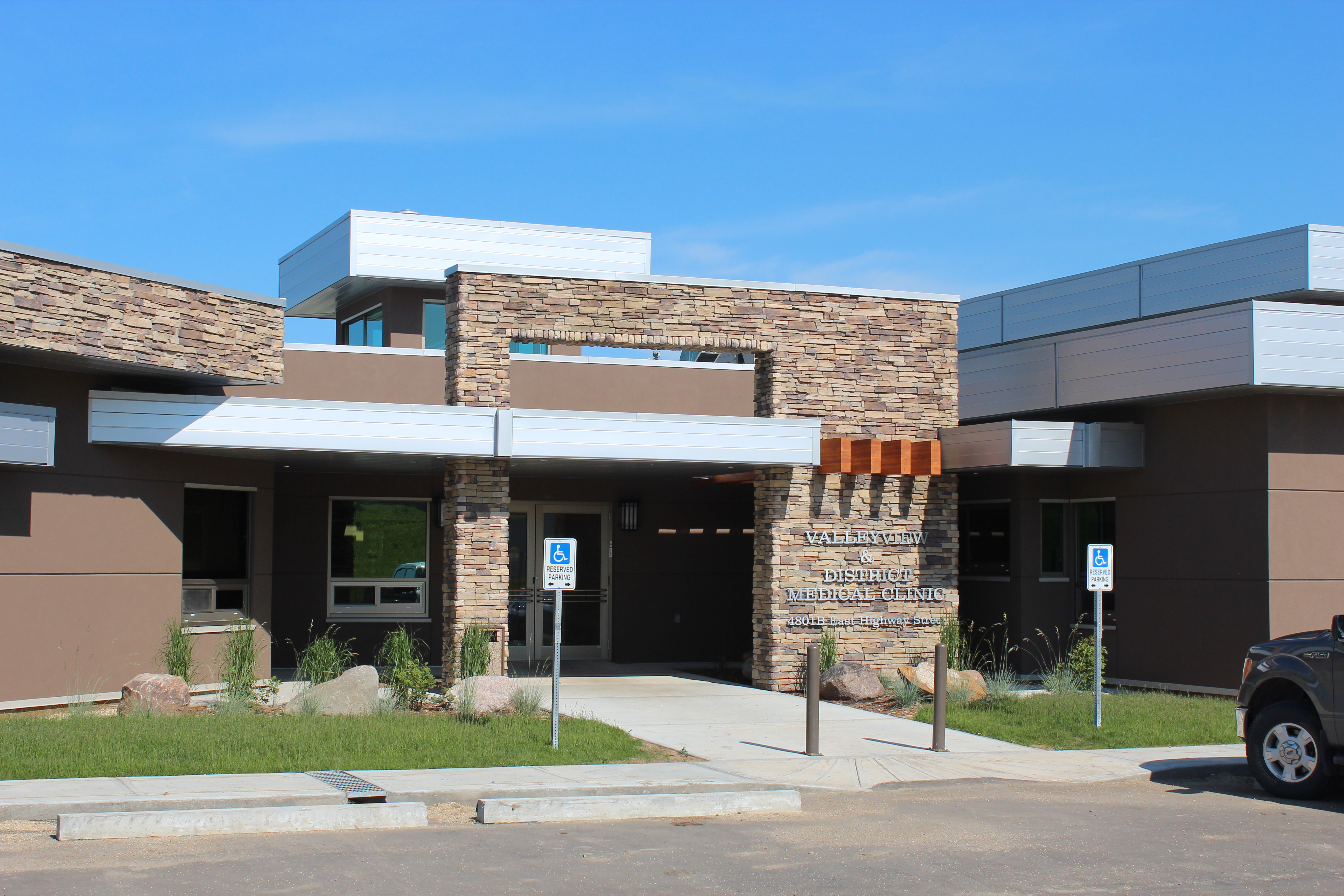
Районна лікарня